# Feuchtgebiet
Ein Feuchtgebiet oder Feuchtbiotop ist ein Gebiet, das im Übergangsbereich von trockenen zu dauerhaft feuchten Ökosystemen liegt. Der Begriff des Feuchtgebiets umfasst verschiedene Lebensraumtypen der Flora und Fauna wie Aue, Bruchwald, Feuchtwiese, Moor, Ried, Sumpf und Marschland, die an den ganzjährigen Überschuss von Wasser angepasst sind.
Feuchtgebiete haben eine hohe Bedeutung für Ökologie, Klimaschutz und Hochwasserschutz. Die von der UNESCO angestoßene Ramsar-Konvention soll eine internationale Zusammenarbeit beim Schutz von Feuchtgebieten gewährleisten. 74 Prozent der Feuchtgebiete sind gefährdet. Bedeutende noch existierende Feuchtgebiete sind beispielsweise das Pantanal, die Überschwemmungsebenen des Bahr Aouk und Salamat, die Everglades, das Okavango-Delta, die Bayous und das Wattenmeer.
Mit der Annahme der UN-Resolution 75/317 hat die Generalversammlung der Vereinten Nationen im August 2021 den 2. Februar des Jahres als World Wetland Day ausgerufen („Welttag der Feuchtgebiete“).

## Definitionen

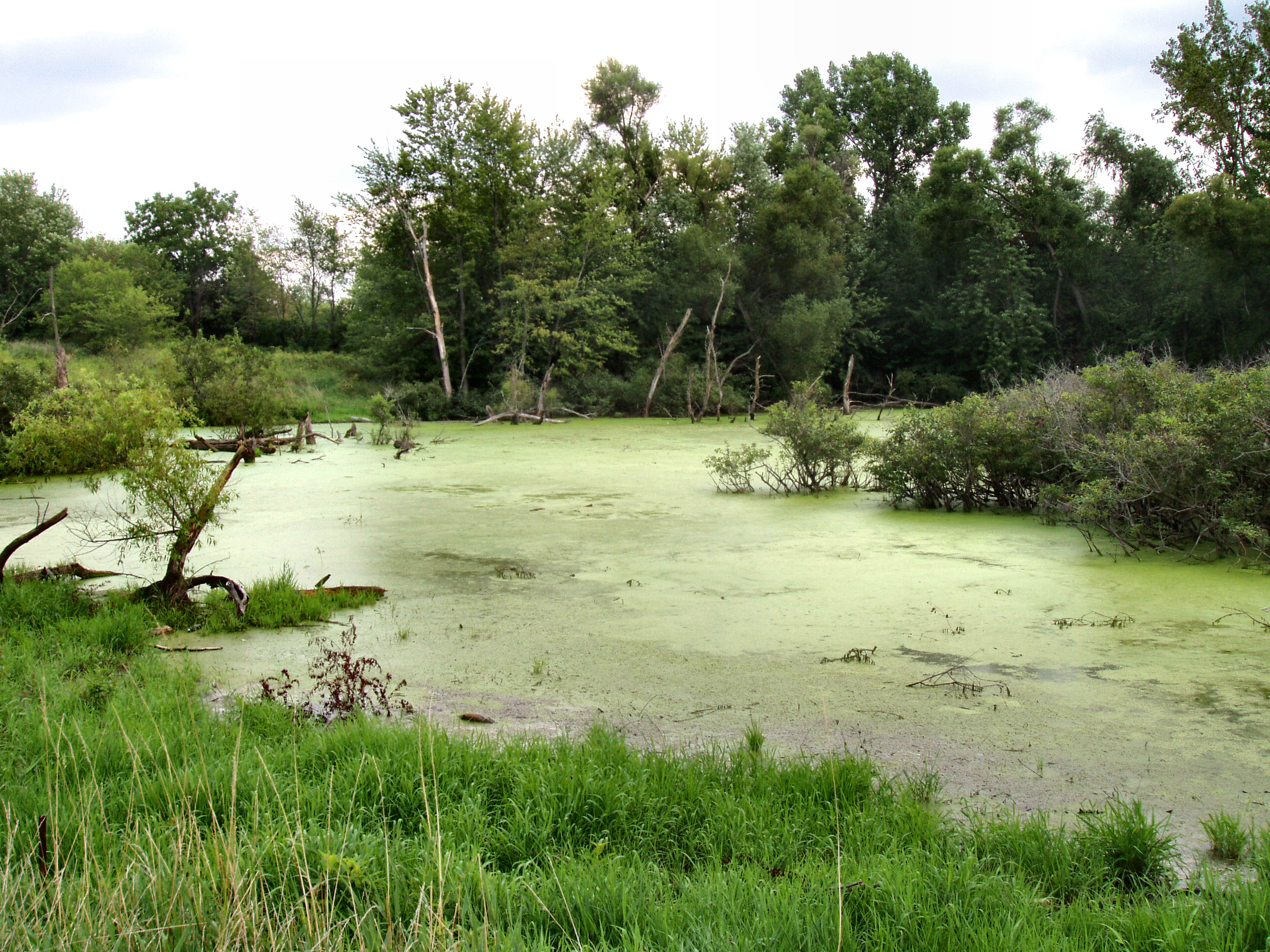
Feuchtgebiet in Marshall County, Indiana, USA

Eine allgemein akzeptierte Definition des Begriffs „Feuchtgebiet“ existiert nicht. Der Begriff beziehungsweise seine anderssprachigen Entsprechungen (z. B. das englische „wetland“) werden in den europäischen Ländern je nach nationaler Tradition unterschiedlich interpretiert.
Die Definition in der Ramsar-Konvention lautet: „Feuchtgebiete im Sinne dieses Übereinkommens sind Feuchtwiesen, Moor- und Sumpfgebiete oder Gewässer, die natürlich oder künstlich, dauernd oder zeitweilig, stehend oder fließend, Süß-, Brack- oder Salzwasser sind, einschließlich solcher Meeresgebiete, die eine Tiefe von sechs Metern bei Niedrigwasser nicht übersteigen.“
Im deutschen Sprachraum wird die Definition traditionell enger gefasst. Meist werden hier marine Lebensräume nicht zu den Feuchtgebieten gerechnet. In Bezug auf das Wattenmeer ist der Sprachgebrauch uneinheitlich. Bezeichnungen des Wattenmeers als Feuchtgebiet erfolgen aber meist im Rahmen der Ramsar-Konvention.
In der Vegetationskunde ist der Begriff im Allgemeinen nicht üblich. In den anerkannten Standardlehrbüchern (z. B. Ellenberg) taucht der Begriff nicht auf.
Definitionen des Begriffs können von drei Blickwinkeln aus erfolgen:
1. Hydrologie: Sättigung des Terrains bis zur Landoberfläche mit Wasser über einen längeren Zeitraum des Jahres
2. Substrat/Boden: Gebiet mit hydrischen Bodentypen (z. B. Gley)
3. Vegetation: Gebiet mit nässegeprägten Vegetationstypen, z. B. Mooren, Röhricht, Nassgrünland/Feuchtwiesen.

Ob offene Gewässer „Feuchtgebiete“ darstellen, wird ebenfalls je nach Autoren unterschiedlich gehandhabt. In der breiten Definition der Ramsar-Konvention sind sie eingeschlossen. Die meisten deutschsprachigen Autoren rechnen nur Übergangsbereiche zwischen offenen Gewässern und Landlebensräumen zu den Feuchtgebieten. Kleinere Gewässer wie Tümpel und Weiher oder temporäre und periodische Gewässer werden jedoch üblicherweise mit eingeschlossen. Seen oder Flüsse und Bäche gelten allgemein nicht als zu den Feuchtgebieten gehörig, obwohl hier anerkanntermaßen bedeutsame Wechselwirkungen bestehen und diese Gewässer oft von Feuchtgebieten umschlossen werden.

## Bedeutung für Ökologie und Klimaschutz
Feuchtgebiete sind von großer ökologischer Bedeutung, da sie für Wasser- und Watvögel als Rast- und Überwinterungsplatz dienen. Feuchtgebiete bedecken rund sechs Prozent der Erdoberfläche und erbringen 24 Prozent der Nettoprimärproduktion – sie sind also hochproduktive Ökosysteme. Außerdem dienen sie als Grundwasserfilter und als Überschwemmungsschutz. Feuchtgebiete von internationaler Bedeutung (zum Beispiel für den Vogelschutz) sind daher nach der Ramsar-Konvention unter Schutz gestellt.
Eine besondere Bedeutung haben Feuchtgebiete für den Klimaschutz, da sie als Kohlenstoffsenke wirken und weltweit große Mengen an Kohlenstoff speichern. Sie können damit zur Reduzierung des Treibhauseffekts beitragen. Da viele Feuchtgebiete gleichzeitig Netto-Emittenten des starken Treibhausgases Methan sind, ist ihr tatsächlicher Beitrag aber vom Einzelfall abhängig und gegebenenfalls schwer feststellbar. Wenn Moore entwässert werden, emittieren sie Teile des gespeicherten Kohlenstoffs in Form von Kohlendioxid und Lachgas, was den Treibhauseffekt verstärkt.

## Bedeutung als Wasserspeicher

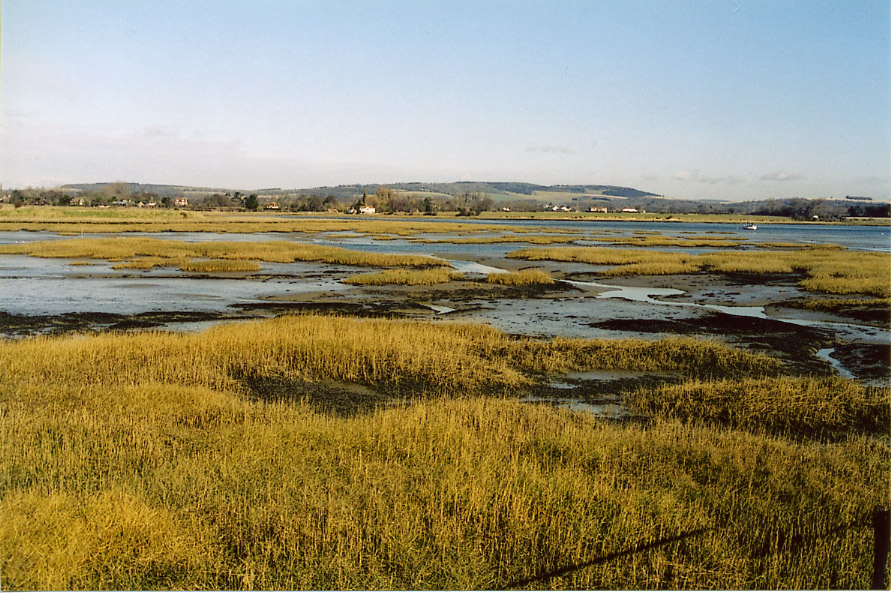
Salzwiese East Chidham, südliches England

Eine weitere Bedeutung der Feuchtgebiete liegt in ihrer Funktion als Wasserspeicher: Moore und Sümpfe z. B. können große Mengen Wasser aufnehmen und langsam und zeitversetzt wieder abgeben. Damit helfen sie, in unterliegenden Gebieten die Gefahr von Hochwässern zu reduzieren. Andererseits können sie den Niedrigwasserabfluss stützen und damit Austrocknungsphasen verhindern.
Außerdem dienen Feuchtgebiete als Senke für Schadstoffe und Nährstoffeinträge und können so unterliegende Gebiete und Gewässer entlasten. Durch die Nährstoff-Senkenfunktion sind viele Feuchtgebiete außergewöhnlich produktiv.

## Beispiele

### Deutschland
- Feuchtgebiet bei Freihaslach
- Feuchtgebiete bei Waldburg und Kißlegg
- Feuchtgebiete um Altshausen
- Feuchtgebiete um Bad Schussenried
- Feuchtgebietskomplexe nördlich Isny

### International
- Feuchtgebiet am mittleren Niger
- Feuchtgebiet am mittleren Niger II
- Feuchtgebiete und Wasserregionen in Namibia